# L'ultimo crociato
L'ultimo crociato (Der Sieger von Lepanto) è un romanzo biografico e storico di Louis de Wohl sulla figura e la vita di don Giovanni d'Austria, il giovanissimo comandante che guidò la flotta cristiana della Lega Santa alla vittoria sugli Ottomani nella battaglia di Lepanto del 7 ottobre 1571, fermandone così definitivamente l'avanzata in occidente.